# Gigacuma halei
Gigacuma halei, vrsta sitnih morskih račića u redu Cumacea koja pripada porodici Bodotriidae i potporoici Vaunthompsoniinae. Ova vrsta jedini je prestavnik u svome rodu, a otkriveni su uz obalu Kerale u Indiji, a primjerci su sakupljeni u zaljevu Vizhinjom ( Vizhinjam) i obližnjem otvorenom moru. I rod i vrstu opisao je C. V. Kurian 1951.